# Bare (Požarevac)
Pour les articles homonymes, voir Bare.
Bare (en serbe cyrillique : Баре) est un village de Serbie situé sur le territoire de la ville de Požarevac, district de Braničevo. Au recensement de 2011, il comptait 595 habitants.
Bare est situé à 12 km de Požarevac.

## Démographie

### Évolution historique de la population
| 1948  | 1953  | 1961  | 1971  | 1981  | 1991  | 2002 | 2011 |
| ----- | ----- | ----- | ----- | ----- | ----- | ---- | ---- |
| 1 650 | 1 694 | 1 642 | 1 564 | 1 466 | 1 313 | 923  | 595  |

|  |